# 大丘園 (臺南市)
大丘園，原寫為大坵園，是臺灣臺南市六甲區的一個傳統地域名稱，位於該區東北端。相較於今日行政區，其範圍大致為大丘里東北部。
本地區境內主要聚落為大坵園、嶺頂、中坑，烏山嶺引水隧道西口及相關景點西口小瑞士位於本地區北部邊界地帶。

## 歷史
台灣日治初期，大丘園地區為一街庄，稱為「大坵園庄」（舊制街庄），隸屬於赤山堡。該庄昔日北與前大埔庄、下南勢庄為鄰，東與𦬬萊宅庄為鄰，南邊為南勢坑庄，西邊為九重橋庄。
1901年（日治明治三十四年）11月11日，全台廢縣廳改設二十廳，該庄隸屬於鹽水港廳。1904年（明治三十七年）4月1日，該庄編入「九重橋區」，隸屬於鹽水港廳。1906年（明治三十九年）4月1日，鹽水港廳內管轄區域調整，該庄改隸屬於「六甲區」。1909年（明治四十二年）10月25日，全台合併二十廳為十二廳，六甲區改隸屬於臺南廳。1920年（大正九年）10月1日，全台地方制度大改正，廢十二廳改設五州二廳，該庄改制並雅化為「大丘園」大字，隸屬於臺南州曾文郡六甲庄（新制街庄）。
戰後六甲庄改制為六甲鄉，隸屬於臺南縣，大字亦改制為村。1950年（民國39年）10月25日，雲、嘉、南分治，六甲鄉仍隸屬於臺南縣。2010年（民國99年）12月25日，臺南縣、市合併為直轄臺南市，六甲鄉改制為六甲區，村亦改制為里。

## 聚落
本地區發展較早的聚落為大坵園、嶺頂、中坑，在日治期初期的官方地圖上已有記載。

## 交通
市道175號是關子嶺至楠西的道路，經過本地區東部近邊界地帶。由該道路北行可前往東山區東部、白河區東部，並止於關子嶺地區的市道172號路口；南行可前往楠西區，並止於楠西市區北郊的省道台3線路口。

## 水利設施
- 烏山嶺引水隧道：西口位於本地區北部邊界地帶

## 景點
- 西口小瑞士：位於本地區北部邊界地帶